# D.A. Pennebaker
D.A. Pennebaker, właściwie Don Alan Pennebaker (ur. 15 lipca 1925 w Evanston, Illinois, zm. 1 sierpnia 2019 w Sag Harbor) – amerykański reżyser filmów dokumentalnych. Główne tematy jego dzieł to polityka oraz różne rodzaje sztuki (zwłaszcza muzyka pop). Absolwent Uniwersytetu Yale (1947). W 2013 otrzymał Oscara honorowego za całokształt osiągnięć jako reżyser dokumentalista.
We wczesnych latach 60. wraz z Richardem Leacockiem i Robertem Drew założył Drew Associates. W 1963 Leacock i Pennebaker opuścili Drew Associates w celu założenia własnej firmy. Pennebaker pracował ze swoją żoną i założył Pennebaker Hegedus Films. Jest autorem filmu dokumentującego przebieg Festiwalu w Monterey a także filmu o występie Johna Lennona w Toronto w 1969.

## Filmografia
- Primary (1960)
- Eat the Document (1966)
- Dont Look Back (1967)
- Monterey Pop (1968)
- Alice Cooper (1970)
- Ziggy Stardust and the Spiders from Mars (1973)
- Town Bloody Hall (1979)
- 101 (1989)
- The War Room (1993)
- Woodstock Diary (1994)
- Moon Over Broadway (1997)
- Down from the Mountain (2000)
- 65 Revisited (2007)